# Urotrygon rogersi
Urotrygon rogersi är en rockeart som först beskrevs av Jordan och Edwin Chapin Starks 1895.  Urotrygon rogersi ingår i släktet Urotrygon och familjen Urotrygonidae. IUCN kategoriserar arten globalt som otillräckligt studerad. Inga underarter finns listade i Catalogue of Life.